# Urban VII.

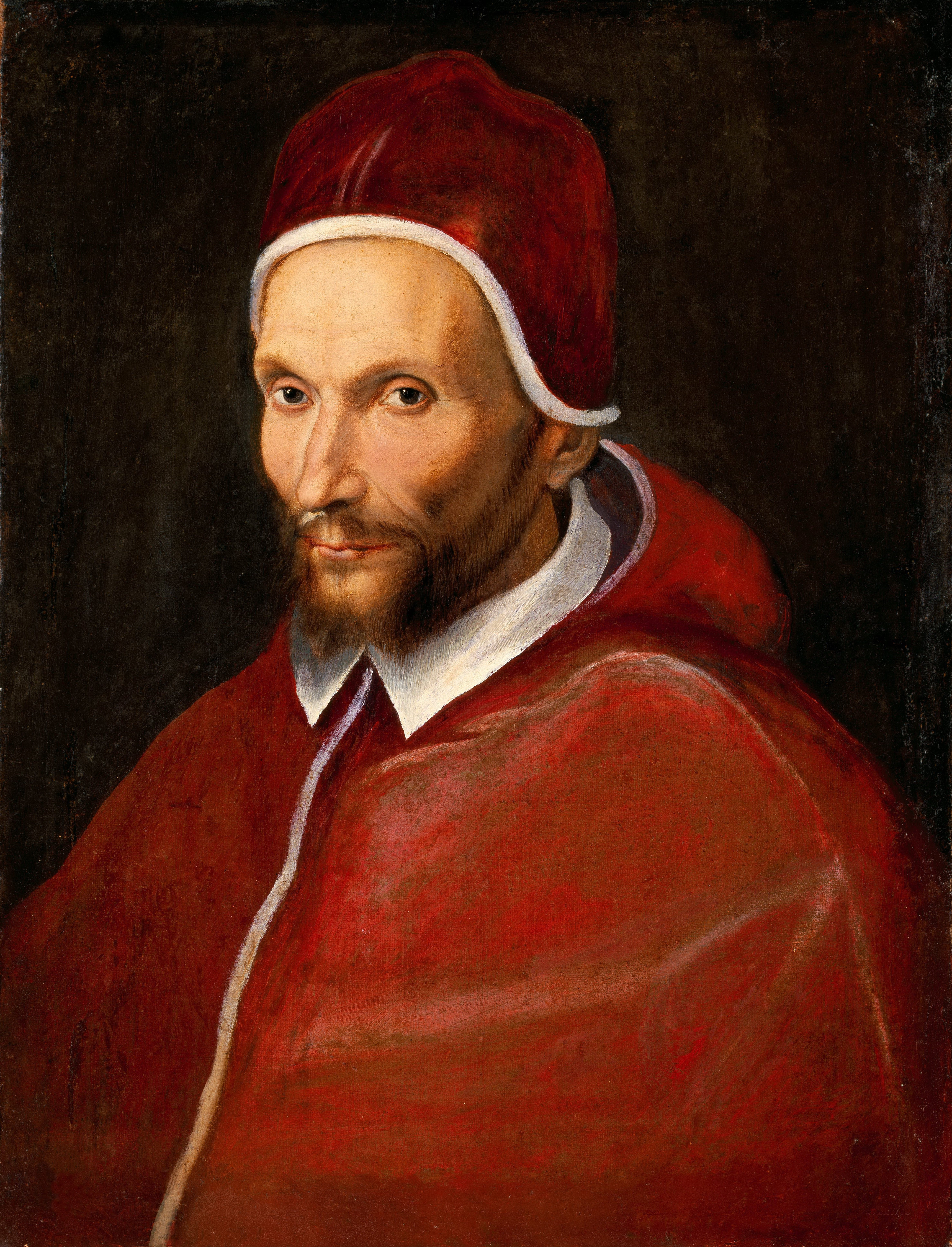
Urban VII.

Wappen von Papst Urban VII., moderne Nachzeichnung

Urban VII. (* 4. August 1521 als Giambattista (Giovanni Battista) Castagna in Rom; † 27. September 1590 in Rom) war vom 15. bis zum 27. September 1590 Papst der katholischen Kirche. Sieht man von Stephan (II.) ab, der seit 1961 offiziell nicht mehr als Papst gezählt wird, war sein Pontifikat das kürzeste der Geschichte.

## Leben
Giovanni Battista Castagna war der Sohn des Genuesen Cosimo Castagna und dessen Ehefrau, der Römerin Costanza Ricci. Er studierte Zivil- und Kirchenrecht an verschiedenen Universitäten in Italien. Jeden der beiden Studiengänge schloss er in Bologna mit einem Doktorgrad ab, war also Doctor iuris utriusque.
Er trat daraufhin in die Dienste seines Onkels, des päpstlichen Legaten in Frankreich, Girolamo Kardinal Verallo, ein. Am 1. März 1553 ernannte ihn Papst Julius III. zum Erzbischof von Rossano. Da er noch kein Priester war, folgte am 30. März 1553 die Priesterweihe und am 4. April 1553 dann schließlich die Bischofsweihe.
Papst Julius III. ernannte ihn 1555 zum Gouverneur von Fano. Papst Paul IV. ernannte ihn bald darauf noch zum Gouverneur von Perugia und Umbria. In seiner Eigenschaft als Erzbischof von Rossano nahm er am Konzil von Trient teil.
1565 wurde er päpstlicher Nuntius am Hofe von Philipp II. Bei seiner Rückkehr nach Italien legte er im Januar 1573 sein Amt als Erzbischof von Rossano nieder. Papst Gregor XIII. sandte ihn im gleichen Jahr als päpstlichen Nuntius nach Venedig.
1578 sandte ihn Papst Gregor XIII. als außerordentlichen Legaten nach Köln, nach seiner Rückkehr aus Köln bestimmte ihn der Papst zum Konsultor des Heiligen Offiziums. Am 12. Dezember 1583 ernannte ihn Papst Gregor XIII. schließlich zum Kardinal von San Marcello.
Unter dem Pontifikat von Papst Sixtus V. gewann er sehr viel Einfluss; am 19. November 1586 wurde er Großinquisitor des Heiligen Offiziums.
So kam es, dass das Konklave ihn am 15. September 1590 zum neuen Papst wählte. Zum Papstnamen wählte er bewusst einen Namen, der lange außer Gebrauch war: Schon der hl. Urban I. war Römer. Urban VII. erkrankte jedoch bereits in der Nacht nach seiner Wahl, vermutlich an Malaria, und starb nach einem kurzen Pontifikat von nur 12 Tagen. Er ist in der Cappella del’ Annunziata der Basilika Santa Maria sopra Minerva begraben.